# 唐人町駅
唐人町駅（とうじんまちえき）は、福岡県福岡市中央区大手門一丁目に所在する福岡市地下鉄空港線の駅。駅番号はK05。
駅のシンボルマークは福岡市出身のグラフィックデザイナー、西島伊三雄がデザインしたもので、壺である。この壺は「唐」を唐草模様にアレンジしたマークが描かれたもので、大陸文化の街をイメージ化したものである。
天神駅が管理し、西鉄ステーションサービスが駅業務を受託する業務委託駅である。

## 歴史
- 1981年（昭和56年）7月26日：開業[1]。
- 2015年（平成27年）4月1日：業務委託駅となり[4]、姪浜管区駅から天神管区駅へ移管される[5][6]。

## 駅構造
島式ホーム1面2線を有する地下駅。ほぼ黒門西交差点と唐人町西交差点の間の明治通り直下に位置する。地下2階にホーム、地下1階にコンコースが設けられている。7箇所の出入り口を持つ。
| 地階    | 出入口                       | 出入口                                     |
| 地下1階 | コンコース階                 | コンコース、案内所、自動券売機、自動改札口 |
| 地下1階 | コンコース階                 | トイレ（改札内）                           |
| 地下2階 | 1番ホーム                    | ■空港線 福岡空港・貝塚方面（大濠公園駅）→  |
| 地下2階 | 島式ホーム、右側のドアが開く |                                            |
| 地下2階 | 2番ホーム                    | ←■空港線 姪浜・唐津方面（西新駅）          |

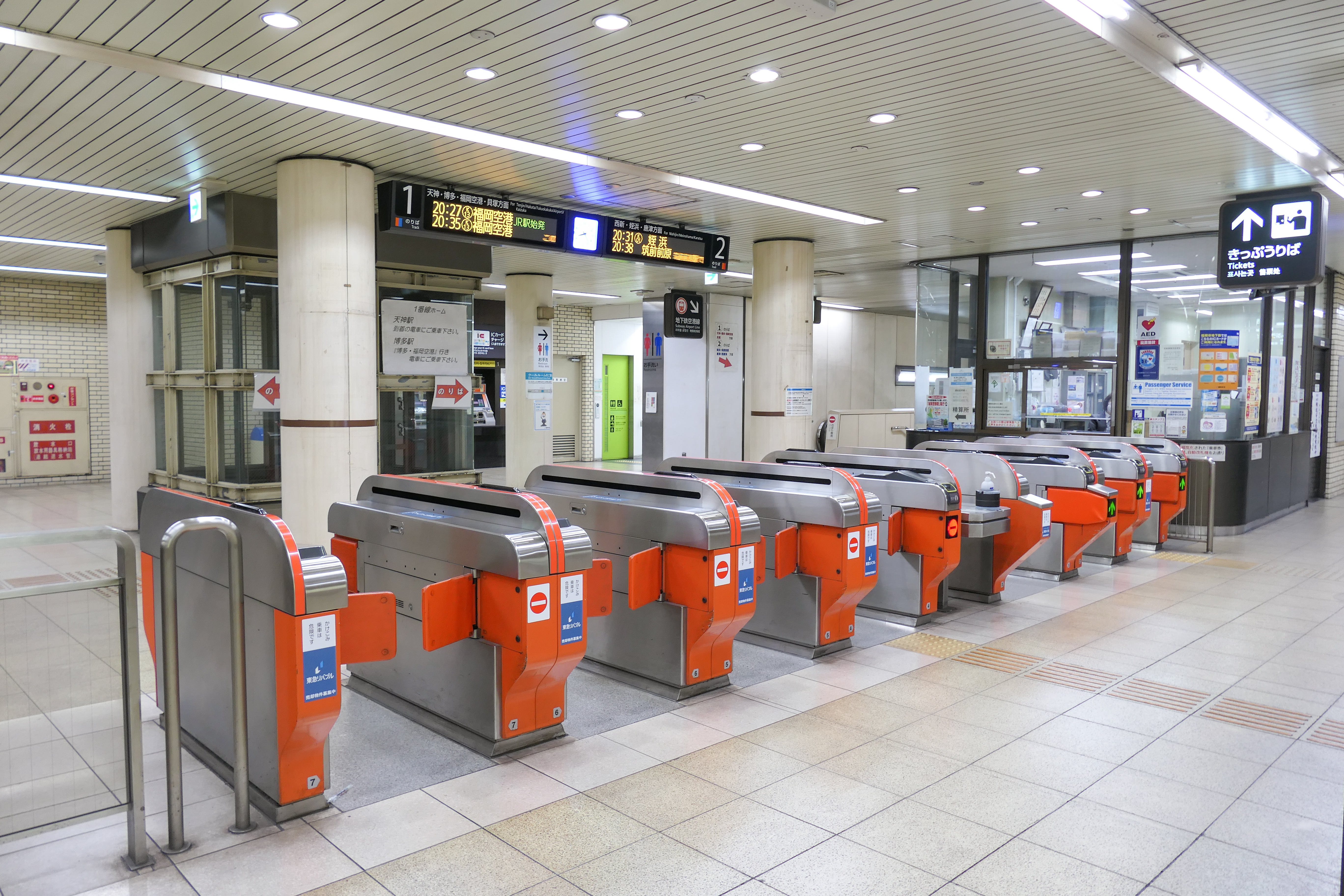
改札口（2023年1月）
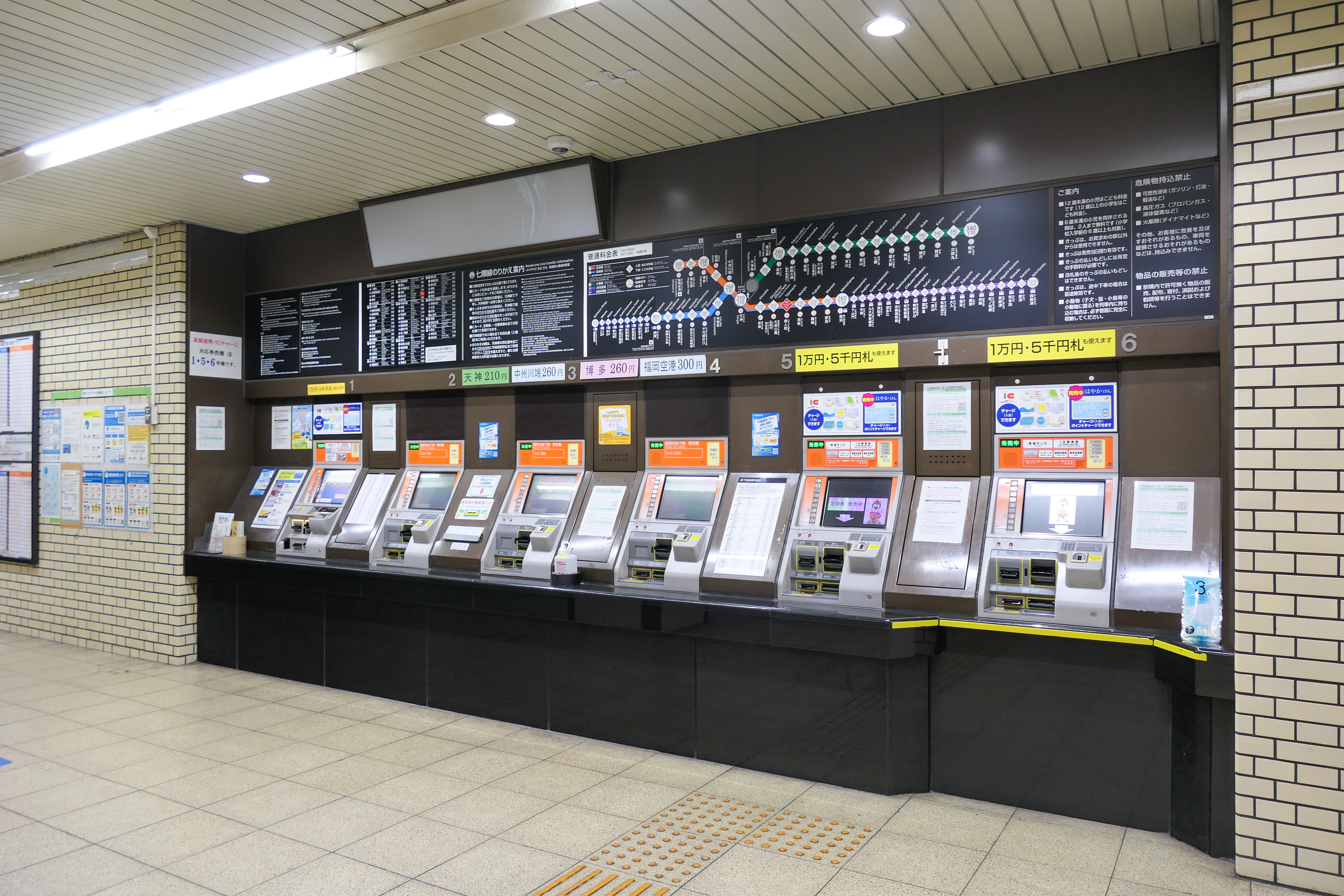
切符売り場（2023年1月）
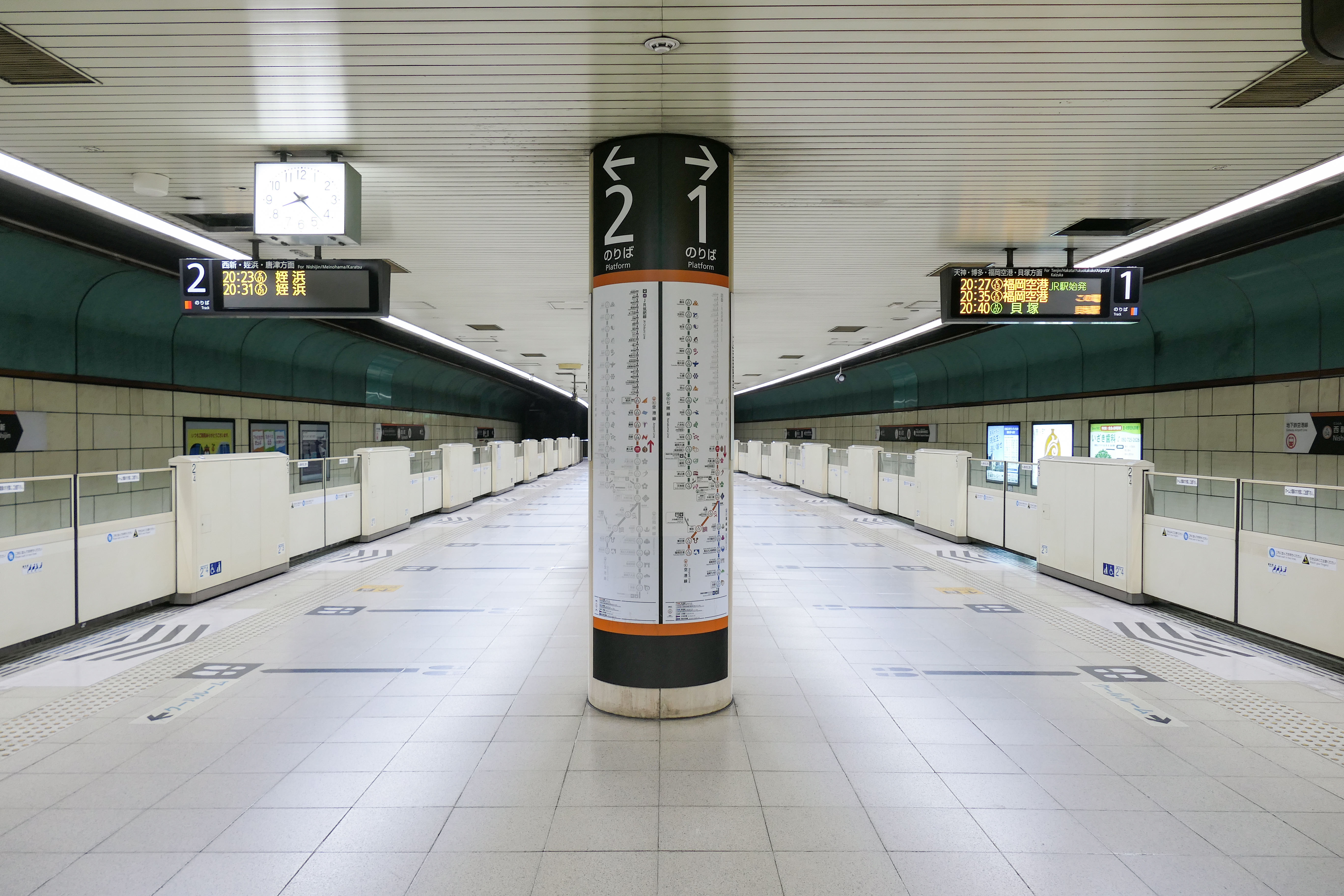
ホーム（2023年1月）

## 利用状況
2023年度の1日平均乗車人員は12,492人である。
近年の1日平均乗車人員の推移は下表のとおりである。
| 年度               | 1日平均 乗車人員 |
| ------------------ | ---------------- |
| 2001年（平成13年） | 8,208            |
| 2002年（平成14年） | 8,112            |
| 2003年（平成15年） | 8,408            |
| 2004年（平成16年） | 8,106            |
| 2005年（平成17年） | 8,201            |
| 2006年（平成18年） | 8,741            |
| 2007年（平成19年） | 8,937            |
| 2008年（平成20年） | 8,892            |
| 2009年（平成21年） | 8,475            |
| 2010年（平成22年） | 8,669            |
| 2011年（平成23年） | 9,336            |
| 2012年（平成24年） | 9,965            |
| 2013年（平成25年） | 10,329           |
| 2014年（平成26年） | 10,785           |
| 2015年（平成27年） | 11,750           |
| 2016年（平成28年） | 11,137           |
| 2017年（平成29年） | 11,372           |
| 2018年（平成30年） | 12,126           |
| 2019年（令和元年） | 12,755           |
| 2020年（令和02年） | 7,869            |
| 2021年（令和03年） | 8,669            |
| 2022年（令和04年） | 10,840           |
| 2023年（令和05年） | 12,492           |

## 駅周辺
- ホークスタウン
  - みずほPayPayドーム福岡
  - MARK IS 福岡ももち
  - ヒルトン福岡シーホーク
  - BOSS E・ZO FUKUOKA他
- 国立病院機構九州医療センター - PayPayドーム向かい。
- 唐人町商店街
- 平和台ホテル5
- 福岡市立当仁小学校
- 福岡市立南当仁小学校
- 福岡市立福浜小学校
- 福岡市立当仁中学校
- 福岡教育大学附属福岡小学校・中学校
- 福岡大学附属若葉高等学校
- 福岡唐人郵便局
- 在福岡米国領事館
- 福岡今川郵便局
- 在福岡大韓民国総領事館
- 福岡カレッジオブビジネス
- 大村美容ファッション専門学校
- 福岡銀行 黒門支店
- 福岡県信用保証協会 大濠支所
- 西鉄バス「唐人町」停留所

## その他
- 駅構内のあちこちにドームへの案内を示す福岡ソフトバンクホークスの球団広告がある。また、試合終了後は非常に混雑するため、試合日はドームへ向かう前に帰宅時の乗車券を買うよう促すアナウンスが常に流れている。

## 隣の駅
福岡市交通局
 地下鉄空港線
西新駅 (K04) - 唐人町駅 (K05) - 大濠公園駅 (K06)